# پورتو سانتا کروز
پورتو سانتا کروز (به اسپانیایی: Puerto Santa Cruz) یک منطقهٔ مسکونی در آرژانتین است که در بخش کورپن آیکه واقع شده‌است. پورتو سانتا کروز ۳٬۳۹۷ نفر جمعیت دارد.